# Kasto
Die Kasto Maschinenbau ist auf Säge- und Lagertechnik für Metall-Langgut spezialisiert. Das Unternehmen stellt unter anderem Metallsägemaschinen, halb- und vollautomatische Langgut- und Blechlagersysteme sowie automatische Handlingeinrichtungen für Metallstäbe, Bleche und Zuschnitte her.

## Geschichte
1844 gründete der Zimmermann Karl Stolzer das Unternehmen im baden-Württembergischen Achern als „mechanische Werkstatt“. Das Unternehmen stellte zunächst unter anderem Wasserräder, Webstühle, Papier- und Müllereimaschinen her. Später widmete Stolzer sich auch dem Bau von Sägemühlen und Sägewerken.
Die Erfindung der Bügelsägemaschine im Jahr 1947 markierte den entscheidenden Schritt von Kasto hin zum modernen Werkzeugmaschinen-Hersteller. In den 1960er Jahren ergänzten Kreissägemaschinen das Sortiment. Mit dem Einstieg in die Serien- und Massenschnittproduktion erkannte Kasto auch die Notwendigkeit, die Langgutlagerung und das Materialhandling zu mechanisieren. Anfang der 1970er Jahre präsentierte das Unternehmen das erste vollautomatische Langgutlager. Darin integriert waren zwei Kreissägemaschinen, die von automatischen Materialmagazinen versorgt wurden. Dies war die Vorstufe für die ersten kombinierten Lager- und Sägezentren, die Kasto ab 1980 herstellte.
2024 feierte das Unternehmen sein 180-jähriges Bestehen. Seit mehr als 25 Jahren leitet Armin Stolzer das Familienunternehmen in der fünften Generation und hat inzwischen auch die sechste ins Unternehmen gebracht.

## Unternehmensstruktur
Kasto produziert ausschließlich in Deutschland: an seinem Hauptsitz in Achern-Gamshurst und in einem Zweigwerk im thüringischen Schalkau. Darüber hinaus verfügt das Unternehmen über Tochtergesellschaften in England, Frankreich, Singapur, der Schweiz und den USA sowie über rund 50 Werksvertretungen und einen Onlineshop.

## Weblink
- Offizielle Website